# Savilöövi
Savilöövi je vesnice v estonském kraji Võrumaa, samosprávně patřící do obce Antsla.